# 하비에르 아기레
하비에르 아기레 오나인디아(스페인어: Javier Aguirre Onaindía, 1958년 12월 1일 ~ )는 멕시코의 전 축구 선수이자 현 축구 지도자로 현재 멕시코 축구 국가대표팀의 감독을 맡고 있으며 엘 바스코(El Vasco)라는 별명으로 알려져 있다.

## 선수 시절

### 클럽
1958년 12월 1일 멕시코의 수도 멕시코시티 출생으로 1980년 연고팀인 클루브 아메리카 소속으로 프로 무대에 데뷔한 뒤 같은 해 북미 사커 리그의 로스앤젤레스 아즈텍스로 이적하여 1980 시즌 NASL 4강 진출에 일조했다.
그 후 1981년부터 1993년 은퇴할 때까지 12년동안 클루브 아메리카, 아틀란테 FC, CD 과달라하라 등의 자국 리그팀들과 스페인 라리가의 CA 오사수나에서 활약하며 클루브 아메리카의 2회 연속 리가 MX 4강 진출(1981-82, 1982-83), 1983-84 시즌 리가 MX 우승, CD 과달라하라의 1990-91 시즌 리가 MX 4강 진출 등의 성적을 남겼다.

### 국가대표팀
1984년 2월 4일 1982년 FIFA 월드컵 우승팀인 이탈리아와의 친선 경기에서 멕시코 A대표팀 소속으로 국제 A매치 데뷔전을 치른 후 같은 해 8월 16일 핀란드와의 친선 경기에서 A매치 데뷔골을 신고했다.
그로부터 2년 뒤 자국에서 열린 1986년 FIFA 월드컵 본선 5경기에 출전하여 홈에서 처음으로 열렸던 1970년 이후 16년만의 멕시코의 월드컵 8강 진출에 기여했으며 1992년 3월 11일 독립국가연합과의 친선 경기를 끝으로 A매치 통산 52경기 14골의 기록을 남기고 국가대표팀 은퇴를 선언했다.

## 지도자 경력

### 초기
선수 은퇴 후 1995년 친정팀인 아틀란테 FC의 감독으로 취임하며 본격적인 지도자 커리어를 시작한 뒤 1998년부터 2000년까지 CF 파추카의 감독을 맡아 1999 시즌 리그 인비에르노 우승을 이끌어내며 명성을 얻기에 이르렀다.

### 멕시코 대표팀 1기
2001년 6월 22일 멕시코 대표팀의 사령탑으로 부임 후 첫 국제 대회인 2001년 코파 아메리카에서 멕시코의 준우승을 이끈 뒤 이듬해에 열린 2002년 FIFA 월드컵에서도 멕시코의 3회 연속 월드컵 16강 진출을 이끌었지만 팀은 전주에서 열린 북중미 라이벌 미국과의 16강에서 브라이언 맥브라이드, 랜던 도너번에게 릴레이골을 얻어맞고 0-2로 패하며 16년만의 월드컵 8강 진출이 무산되었다.

### CA 오사수나
2002년 FIFA 월드컵 이후 유럽으로 건너가 친정팀인 CA 오사수나의 감독으로 선임되어 2002-03 시즌 코파 델 레이 4강, 2004-05 시즌 코파 델 레이 준우승, 라리가 2005-06 4위 및 2006-07년 UEFA 챔피언스리그 3차 예선 직행 등을 이끌며 지도력을 인정받았다.

### 아틀레티코 마드리드
오사수나에서의 지도력을 인정받아 2006-07 시즌을 앞두고 아틀레티코 마드리드의 감독으로 부임하여 라리가 2007-08 4위, 2008-09년 UEFA 챔피언스리그 16강 진출 등을 이끌었지만 리그에서는 강력한 공격력과는 별도로 수비력에서는 매 경기 때마다 실점을 허용하는 등 불안함을 노출했고 결국 2008-09 시즌을 마치기 전인 2009년 2월 아틀레티코 마드리드 감독직에서 경질되었다.

### 멕시코 대표팀 2기
아틀레티코 마드리드 감독직에서 물러난지 2개월 후인 2009년 4월 2010년 FIFA 월드컵 북중미카리브 지역 최종 예선 3경기에서 1승 2패의 부진한 성적으로 경질된 스벤예란 에릭손 전임 감독의 후임으로 7년만에 멕시코 대표팀에 복귀하여 2009년 CONCACAF 골드컵에서 멕시코의 6년만의 골드컵 통산 5번째 우승을 이끌었다.
그리고 이에 앞서 멕시코 대표팀 감독 복귀 이후 첫 경기인 엘살바도르와의 2010년 FIFA 월드컵 북중미카리브 지역 최종 예선 4차전에서 1-2로 패하며 불안하게 출발했지만 이후 6경기에서 5승 1무의 압도적인 성적으로 2위에 오르며 멕시코의 5회 연속이자 통산 15번째 월드컵 본선 진출을 이끌었다.
그 뒤 전 대회 준우승팀인 프랑스와의 2010년 FIFA 월드컵 A조 조별리그 2차전에서 2-0의 완승을 거두는 등 3경기 1승 1무 1패·조 2위로 5회 연속 16강 진출을 이끌었지만 아르헨티나와의 16강전에서 1-3으로 완패하며 또 다시 8강 문턱에서 좌절을 맛보았다.

### 레알 사라고사
2010년 월드컵 이후 레알 사라고사의 사령탑으로 부임하여 라리가 2010-11에서는 13위로 간신히 라리가 잔류를 이끌었지만 차기 시즌인 2011-12 시즌에서는 성적 부진에 시달리면서 결국 시즌 도중 사라고사의 감독직을 내려놓았다.

### RCD 에스파뇰
2012-13 시즌이 진행 중이던 2012년 11월 RCD 에스파뇰의 감독직을 맡아 2013-14 시즌 코파 델 레이에서는 8강 진출을 이끌었지만 리그에서는 2012-13 시즌과 2013-14 시즌에서 각각 13위, 14위라는 부진한 성적을 거두면서 2013-14 시즌을 끝으로 에스파뇰 감독직에서 물러났다.

### 일본 대표팀
2014년 FIFA 월드컵이 끝난 뒤인 2014년 8월 일본 대표팀의 사령탑으로 부임했으나 2015년 AFC 아시안컵을 앞두고 승부조작설에 휘말리며 위기를 맞았고 결국 아랍에미리트와의 8강전 승부차기에서 4-5로 패하며 1996년 이후 19년만의 아시안컵 8강 탈락의 수모를 당했으며 이후 승부조작 문제와 성적 부진 등의 책임을 지고 2015년 2월 3일 부임한지 반년만에 기자회견을 통해 일본 축구 협회로부터 해고 통보를 받았다.

### 알와흐다 FC
일본 대표팀 감독직에서 경질된지 4개월이 지난 같은 해 6월 UAE 프로리그의 알와흐다 FC의 감독으로 부임했는데 이 당시 승부조작과 관련된 재판이 장기화되고 있는 상황이었고 유죄판결이 확정되지 않은 상황에서 영입이 된 것으로 사료된다.
부임 이후 2015-16 시즌 리그 3위, UAE 리그컵 우승, 2016-17 시즌 UAE 프레지던트컵 우승 등을 이끈 뒤 알와흐다 사령탑에서 물러났고 이후 야인으로 지내고 있던 상황에서 스페인 라리가의 데포르티보 알라베스 감독직 제의를 받았으나 거절했다.

### 이집트 대표팀
2018년 8월 1일 이집트 대표팀 감독으로 선임되었지만 이듬해에 개최국 자격으로 참가한 2019년 아프리카 네이션스컵 16강전에서 남아프리카 공화국에 0-1로 패하며 탈락한 직후 이집트 대표팀 감독직에서 경질되었다.

### CD 레가네스
2019-20 시즌이 진행 중이던 2019년 11월 CD 레가네스의 감독으로 부임하여 라리가 잔류를 노렸으나 라리가 2019-20에서 18위에 그치며 5년만에 세군다 디비시온으로 강등되었는데 팀의 주축 공격수인 마르틴 브레이스웨이트가 FC 바르셀로나로 이적한 것이 강등의 결정적인 원인으로 작용했으며 2019-20 시즌 이후
레가네스 감독직에서 해고되었다.

### CF 몬테레이
레가네스 감독직에서 물러난지 5개월 뒤인 2020년 12월 7일 CF 몬테레이 감독 부임을 통해 CF 파추카 감독직에서 물러난 이후 무려 19년만에 자국 리그로 복귀하여 2021 시즌 리가 MX 토르네오 과르디아네스에서는 8강에서 산토스 라구나에 패하며 4강 진출에는 실패했지만 2021년 CONCACAF 챔피언스리그에서는 몬테레이의 2년만의 북중미 챔피언스컵 통산 5번째 우승을 이끌었다.

### RCD 마요르카
2021-22 시즌이 막바지에 접어든 2022년 3월 24일 스페인 라리가의 RCD 마요르카 감독으로 부임하여 2021-22 시즌 당시 강등권에 놓인 팀을 라리가에 잔류시켰고 2022-23 시즌에서는 리그 9위의 호성적을 이끈 뒤 2023-24 시즌 코파 델 레이에서도 2002-03 시즌 우승 이후 21년만의 국왕컵 결승 진출이자 1997-98 시즌 이후 26년만의 준우승의 성과를 이끌어냈다.

### 멕시코 대표팀 3기
2024년 7월 22일 멕시코 대표팀 사령탑으로 부임하며 2010년 이후 14년만에 전격 복귀를 알린 이후 뉴질랜드와의 친선 경기에서 멕시코 대표팀 사령탑 복귀전을 치른 뒤 멕시코 대표팀 사령탑 복귀 이후 첫 국제 대회인 온두라스와의 2024-25년 CONCACAF 네이션스리그 A 8강전에서 1·2차전 합계 4-2 역전승을 거두며 4회 연속 CONCACAF 네이션스리그 4강 진출을 이끌었고 이후 캐나다와 파나마를 차례대로 격파하며 멕시코의 사상 첫 CONCACAF 네이션스리그 우승을 이끌었다.

## 대회 성적

### 클럽 (선수)
로스앤젤레스 아즈텍스
- 북미 사커 리그 : 4강 (1980)

클루브 아메리카
- 리가 MX : 우승 (1983-84), 4강 (1981-82, 1982-83)

CD 과달라하라
- 리가 MX : 4강 (1990-91)

### 클럽 (지도자)
CF 파추카
- 리가 MX : 우승 (1999 인비에르노)

 CA 오사수나
- 라리가 : 4위 (2005-06)
- 코파 델 레이 : 준우승 (2004-05), 4강 (2002-03)

 아틀레티코 마드리드
- 라리가 : 4위 (2007-08)

 알와흐다 FC
- UAE 프로리그 : 3위 (2015-16)
- UAE 리그컵 : 우승 (2015-16)
- UAE 프레지던트컵 : 우승 (2016-17)

CF 몬테레이
- CONCACAF 챔피언스컵 : 우승 (2021)

 RCD 마요르카
- 코파 델 레이 : 준우승 (2023-24)

### 국가대표팀 (지도자)
멕시코
- 코파 아메리카 : 준우승 (2001)
- CONCACAF 골드컵 : 우승 (2009)